# ニューヨーク市立大学バルーク校
ニューヨーク市立大学バルーク校 (Baruch College, The City University of New York) は、アメリカ合衆国ニューヨーク州ニューヨーク市マンハッタン区レキシントン街、グラマシー・パーク界隈にある公立総合大学である。ニューヨーク市立大学システムの一校であり、 アメリカ国内でも屈指のビジネススクールの一つとして知られる。
ニューヨーク現地では一般に「バルーク」または「バルークカレッジ」と呼ばれている。バルーク校は、卒業生であり、「冷戦」の名付け親であり、歴代各大統領側近を務め "影の大統領" と呼ばれたユダヤ系の長老政治家バーナード・バルークから名付けられた。ニューヨークという場所柄、大学はアメリカの中で最も多様性のある大学とされ、世界160カ国以上から生徒が集まっている。
バルーク校は、ジックリンスクールオブビジネスが看板部門として知られる。中でも金融業界で名高く、ゴールドマンサックス・JPモルガン・モルガンスタンレーなどウォール街での就職優位度では全米トップ10に入る。またCNBCのThe top 50 U.S. colleges that pay off the most in 2020では全米公立大学部門でカリフォルニア大学バークレー校やカリフォルニア大学ロサンゼルス校をおさえ全米トップ2位にランクインしており、高いROI(卒業後の所得と授業料の比率)を実現している。ビジネススクールの名前はラリー・ジックリン（en:Larry Zicklin）の学校への寄付から名付けられた。

## キャンパス
ニューヨーク市マンハッタン区ミッドタウンの東、レキシントン街の23丁目、25丁目に校舎ビルを構える。

## 歴史
1919年、ニューヨーク市フリーアカデミーの跡地に、ニューヨーク市立大学シティカレッジのビジネス及び行政管理学部として設立される。1958年に、財務官バーナード・バルーク（en:Bernard Baruch）に因み、バルークスクール (The Baruch School of Business)となる。1968年、学生数の増大に伴いシティカレッジから分離独立し、ニューヨーク市立大学システムの一つニューヨーク市立大学バルーク校となる。

## 教育機関
バルークカレッジは、以下の三つのスクールによって構成される。
- Zicklin School of Business （ジクリン・ビジネススクール）
- School of Public Affairs （公共政策）
- Weissman School of Arts and Sciences （ワイズマンスクール）

## ランキング
- Public Affairの修士課程は公共管理プログラムとして全国で上位20％にランク(U.S.News&World Report 2006年)
- ROI(授業料と卒業後の所得の比率)は全米106位(トップ10%)にランク(PayScale 2013 College Report[4])
- 2015年NerdWalletが発表した、学費の安いビジネス専攻おけるベストUSカレッジ7位にランク[5]
- Finance-Colleges.comが発表するベストファイナンススクールでは4位にランク[6]、ニューヨーク州内において1位にランク[7]
- Bestvalueschools.comが発表するニューヨーク州の価値ある大学(50 Best Value Colleges and Universities in New York 2018)において8位にランク[8]
- 2018年U.S.News&World Reportで、アメリカ北部地域(Best Regional Universities North)で20位にランク[9]。
- Value Collegesが発表した、価値のあるデジタルマーケティングプログラムランキングベスト３０において（Top30 Best Value Digital Marketing Certificate Programs for 2017）３位にランク。
- QuantNetが発表する“2024 Best Financial Engineering Programs” においてMFE(Master of Financial Engineering)プログラムが全米で1位にランク。

## 入学
U.S.News&World Reportによると、2017-2018年度は18,286人が在学している。
2017-2018年度の学費は州外者は$18,021、州内者は$7,551である。

## 著名な出身者
- en:Nathaniel Younger - en:Bank of America's Youth Entrepreneur of the Year 2006
- en:Craig A. Stanley - member of en:New Jersey General Assembly since 1996
- en:Marcia A. Karrow - member of en:New Jersey General Assembly
- en:Dennis Levine - a prominent player in the Wall Street insider trading scandals of the mid-1980s
- Immortal Technique - hip-hop emcee
- アダム・ニューマン - WeWorkの共同創業者
- ジェニファー・ロペス - 歌手、女優
- ラルフ・ローレン - ファッションデザイナー、ファッションブランドの創業家

## 教員
- ローレンス・カービー - 数学者
- 霍見芳浩 - 日本の経済学者、大学院センタービジネス学部名誉教授